# Pământenii
Pământenii este un film românesc din 1993 regizat de Șerban Comănescu.